# Osterham (Laberweinting)
Osterham ist ein Ortsteil der Gemeinde Laberweinting im niederbayerischen Landkreis Straubing-Bogen.

## Lage
Osterham liegt etwa drei Kilometer südlich von Laberweinting am Bayerbacher Bach und fünf Kilometer östlich von Mallersdorf.

## Geschichte
Osterham wird in den Lehensbüchern des Klosters Niedermünster in Regensburg im 13. und 14. Jahrhundert als „Osterhaim“ genannt. Die Himmelsrichtung weist auf Osten und ist als Gegensiedlung zu Westen bei Niederlindhart zu sehen. Bis zum Reichsdeputationshauptschluss im Jahre 1803 war das Reichsstift Niedermünster der größte Grundherr des Ortes. Ebenfalls bis 1803 gehörte Osterham zum Gericht Kirchberg. Ab 1804 war das Dorf zum königlichen Landgericht Mallersdorf gerichtsbar.
Im Jahre 1890 zählte Osterham 179 Einwohner, im Jahr 1910 waren es 162. Der Ort Osterham war bis zur Gebietsreform ein Ortsteil der damals selbstständigen Gemeinde Hofkirchen in dem im  Jahr 1972 aufgelösten Landkreis Mallersdorf. Am 1. Mai 1978 wurde Osterham mit Hofkirchen nach Laberweinting im Landkreis Straubing-Bogen eingemeindet. Der letzte Bürgermeister der Gemeinde Hofkirchen war der Osterhamer Johann Schedl († 30. September 1997).

## Persönlichkeiten
- Vinzenz Guggenberger (1929–2012), geboren in Osterham, Gemeinde Laberweinting, war ein römisch-katholischer Theologe und Weihbischof in Regensburg.

## Sehenswürdigkeiten
- Am Ortsausgang in Richtung Weichs steht eine Lourdeskapelle
- Liste der Baudenkmäler in Osterham und den anderen Bachorten

## Bilder von Osterham

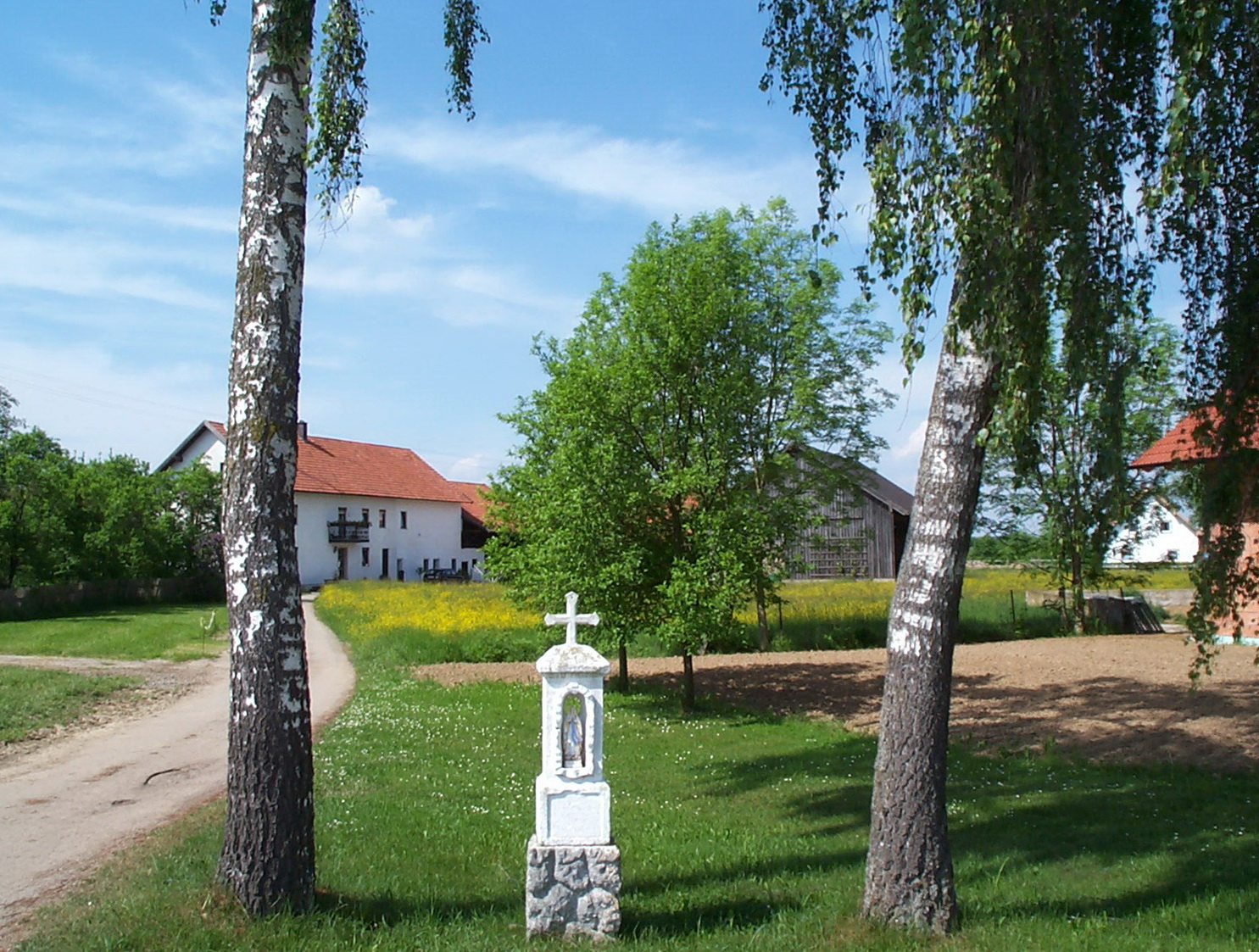
Bildstock St. Maria
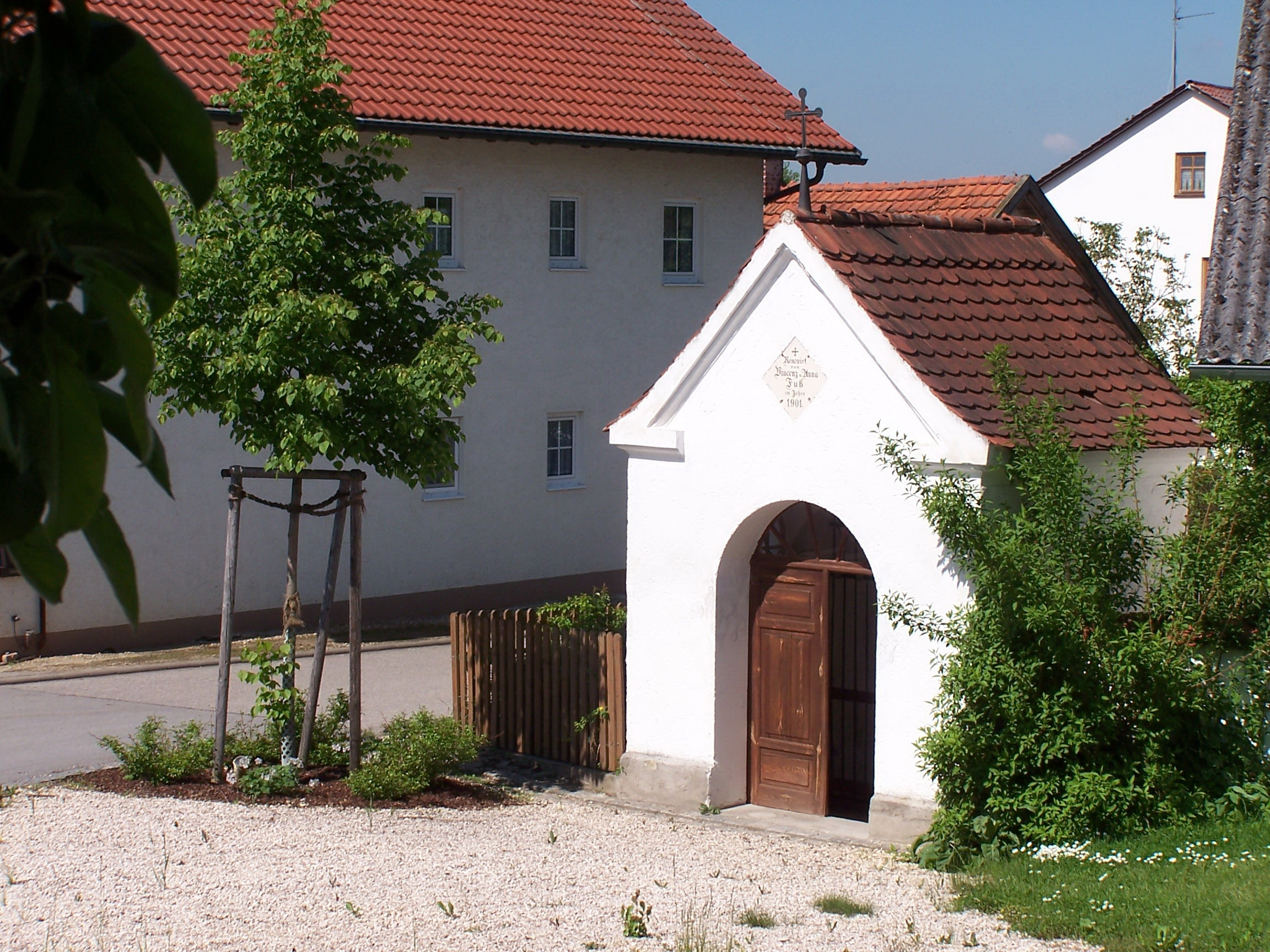
Lourdeskapelle am Ortsausgang
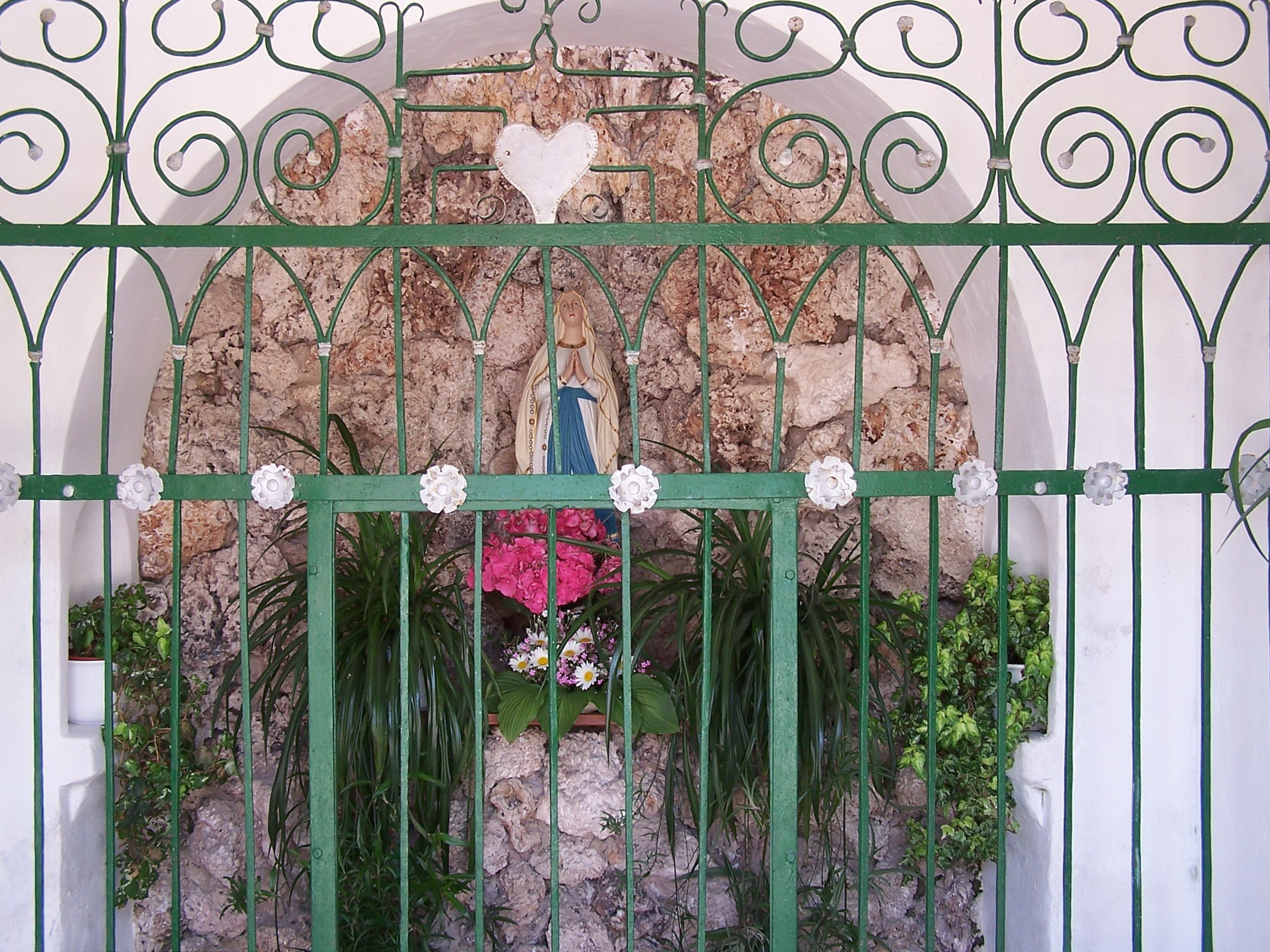
Lourdeskapelle innen.
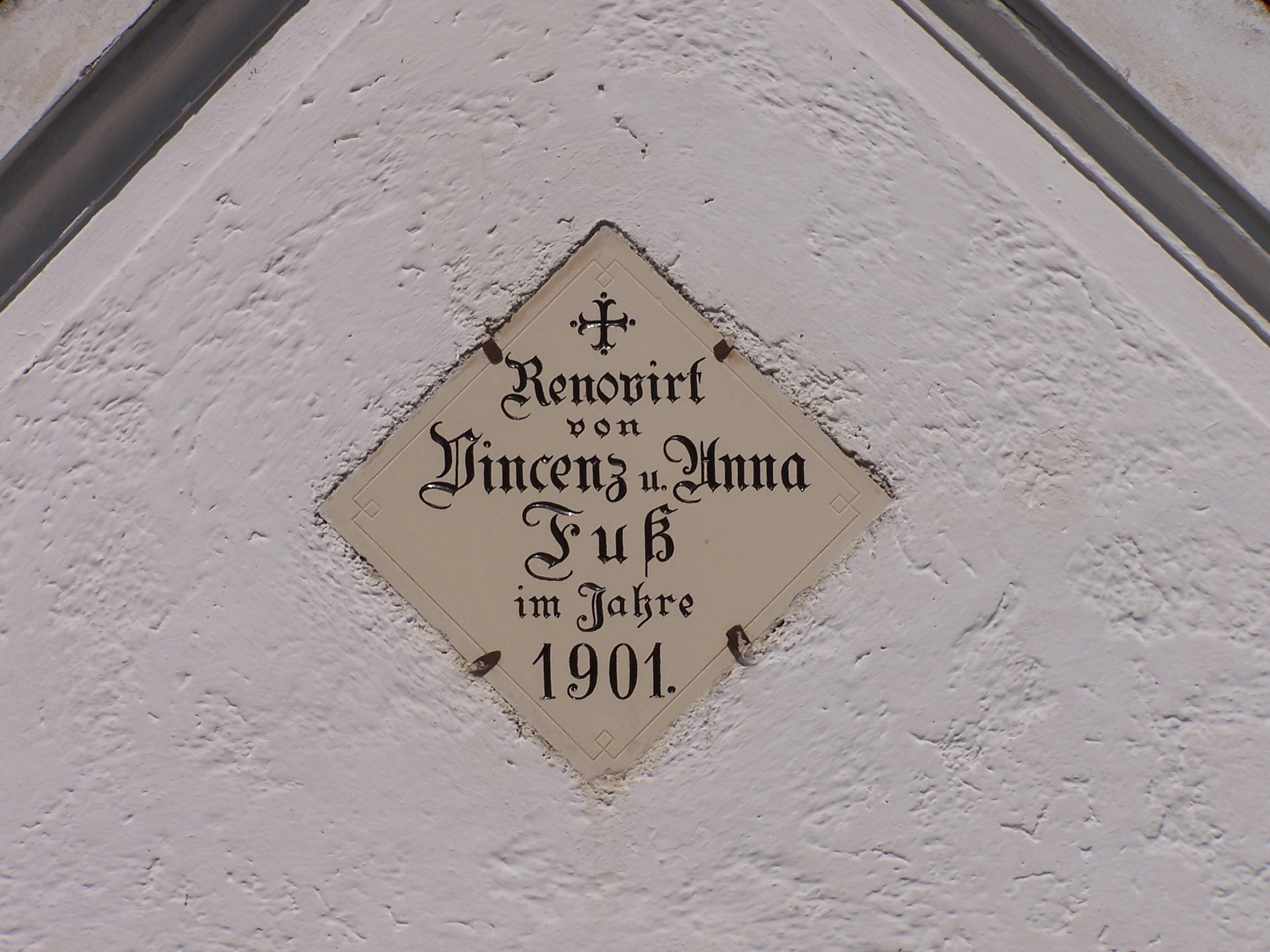
Steintafel im Giebel der Kapelle.